# Jurij Abow
Jurij Gieorgijewicz Abow, ros. Ю́рий Гео́ргиевич А́бов (ur. 7 listopada 1922, zm. 28 lutego 2021) – radziecki fizyk-eksperymentator, członek korespondent Akademii Nauk ZSRR (1987). 

## Życiorys
W 1947 ukończył fakultet fizyki Uniwersytetu Moskiewskiego, po czym pracował w Instytucie Fizyki Teoretycznej i Eksperymentalnej w Moskwie, kierował laboratorium, jednocześnie od 1978 był profesorem MIFI. 
Prowadził badania w dziedzinie fizyki jądrowej. W 1974 otrzymał Nagrodę Leninowską .
Pochowany na Cmentarzu Trojekurowskim w Moskwie.